# Impuestos sobre el conocimiento

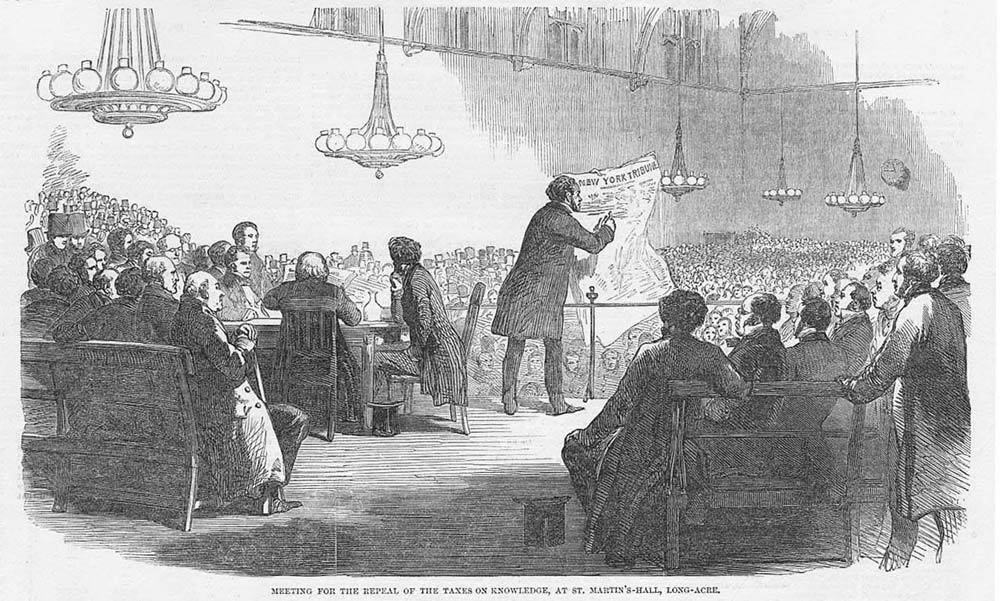
Reunión para la derogación de los impuestos sobre el conocimiento, 1851

Los impuestos sobre el conocimiento era un eslogan que definía una campaña británica extendida contra los aranceles e impuestos sobre sus periódicos, su contenido publicitario, y el papel en el que estaban impresos. El impuesto sobre el papel se identificó como un problema: "Un impuesto sobre el papel es un impuesto sobre el conocimiento". Este es un dicho atribuido a Alexander Adam (1741–1809), un director escocés.

## Administración de Lord Liverpool y la prensa
Los "impuestos sobre el conocimiento" alcanzaron su punto máximo en 1815, cuando terminaron las guerras napoleónicas. La administración de Liverpool desalentó activamente a ciertos sectores de la prensa con procesamientos; incluidos aquellos por difamación sediciosa  dirigidos a editores y escritores. El principio de gravar las publicaciones y los folletos fue introducido por una Ley de 1712, a nivel de medio peñique (½d.). El deber había aumento con el tiempo a 4d.
La Ley de Derechos de Periódicos y Sellos de 1819 no fue muy eficaz para controlar la circulación de noticias, pero limitó el desarrollo de los periódicos. Estaba dirigido al periodismo de William Cobbett, los hermanos Hunt (The Examiner), y a Thomas Jonathan Wooler (The Black Dwarf). A partir de 1819, "el periódico" se definió con cuidado, y la carga fiscal recayó en todas las publicaciones periódicas que se publicaban con más frecuencias que una mensual, y con un precio inferior a 6d. Esto tuvo un efecto negativo en la prensa provincial inglesa, es decir, los periódicos fuera de Londres; y expulsó periódicos políticos baratos.

## La Guerra del Desestampado
Se impuso un impuesto a la estampa de los periódicos; siendo la primera fase de la campaña una distribución de periódicos sin sello que, por lo tanto, eran ilegales. Una figura central de esta "guerra del desestampado" fue Henry Hetherington. Su periódico sin sello, The Poor Man´s Guardian, fue lanzado en 1831. Puso a prueba los límites de la voluntad del gobierno para hacer cumplir el deber, reclutando a cientos de vendedores de papel, y haciendo alarde de su estatus ilegal. La Unión Nacional de las Clases Laborables retomó el ataque a los "impuestos sobre el conocimiento";  con un fondo owenista, en conjunto con la Asociación Británica para la Promoción del Conocimiento Cooperativo, fundada en 1829.
El gobierno Whig de la época se enfrentó a la opinión de Lord Brougham, Lord canciller de 1830 a 1834, en cuanto a que los periódicos deberían estar disponibles por 1d., en lugar de 7d. John Crawfurd intentó hacer en 1836 un recuento total de los "impuestos sobre el conocimiento", incluyendo incluidos las cantidades por impuestos sobre el papel, los anuncios y los gastos postales.

## Ley de 1836
La "Guerra del Desestampado" vio a casi 800 personas encarceladas. En 1834, se abolió el impuesto a la estampa en los pampletos; y en 1836, Thomas Spring Rice, siendo Canciller de Hacienda, redujo el impuesto a los periódicos de 4d a 1d. Por otro lado, se agravaron las sanciones por evasión de los deberes, y se amplió la definición de publicaciones periódicas en el ámbito del deber. Las medidas no dieron lugar a una prensa barata ni gratuita.
Las cifras correspondientes al número de estampas emitidas para periódicos son: 1801 16,085,085; 1824 26,308,003; 1837 53,897,926; 1846 78,298,125. El año 1836 también vio la creación de la Sociedad Provincial de Periódicos, una asociación comercial que más tarde se llamó Sociedad de Periódicos, la cual llegó a oponerse a una mayor reforma fiscal, al igual que The Times.

## Campaña continua y cartismo del conocimiento
John Francis de The Athenaeum fue un defensor persistente en contra de los impuestos que afectaban a las publicaciones, tal como estaban a finales de la década de 1830, incluido el impuesto sobre el papel de 1½ d. por libra, y tasa de publicidad a una tarifa fija de 1s. 6d. La tasa de publicidad se redujo en 1833: antes de eso, se había sido 3s. 6d; el impuesto sobre el papel había sido 3d. por libra hasta 1837. Charles Knight, el editor de la Biblioteca de Conocimientos Útiles, quería que se aboliera el impuesto sobre el papel, pero vio motivos en el deber de los periódicos para evitar una prensa popular radical. La efímera Asociación de Trabajadores para Procurar una Prensa Honesta y Barata de principios de 1836, se convirtió, en cuestión de meses, en la Asociación de Trabajadores de Londres.
Hetherington Y William Lovett defendieron, dentro del movimiento cartista, un cartismo del conocimiento, o un enfoque gradualista para la derogación completa de los impuestos sobre el conocimiento y la construcción de la educación popular. Su dirección fue condenada abiertamente por Feargus O'Connor. De acuerdo con los puntos de vista de O'Connor, los impuestos sobre el conocimiento fueron marginales al impulso principal de una década de agitación cartista, hasta finales de la década de 1840. Las variedades del cartismo del conocimiento fueron mostradas en la década de 1840 por Joseph Barker (la "Biblioteca Barker"), Samuel Sonrisas (autoayuda), y John Epps (oposición a la jerga médica).
La campaña contra los "impuestos sobre el conocimiento" avanzó aún más en la década de 1850, después de que la agitación política cartista más fundamental retrocediera. La People's Charter Union de 1848 se estableció principalmente para oponerse a O'Connor. Esta tuvo como tesorero a Richard Moore, quién desempeñó un papel de activista constante en la abolución del impuesto a la estampa. A través del Comité Nacional Intermedio de Abolución a la Estampa, al convertir en vehículo organizativo central la nueva Asociación para la Promoción de la Derogación de los impuestos sobre el conocimiento (APRTOK por sus siglas en inglés, también llamada Society for the Repeal of the Taxes on Knowledge)  pudo involucrar a Richard Cobden. Cobden ya había hecho público en 1848 su deseo de eliminar algunos de los impuestos.
William Edwin Adams reconoció la exitosa campaña de reforma como "una agitación de doce años". El secretario de APRTOK fue Collet Dobson Collet. El Presidente de 1850 fue Thomas Milner Gibson. John Vatios investigó cuestiones parlamentarias para Milner Gibson, el miembro del Parlamento que presidió el Comité Selecto de Estampas de Periódicos de 1851, pero luego presidió a Jeremiah Garnett, editor del Manchester Guardian. Milner Gibson comentó que Garnett "era un libre comerciante al que no le gustaba el libre comercio de periódicos".

## Fin de los "Impuestos sobre el conocimiento"
El impuesto de publicidad se abolió en 1853, seguido del impuesto sobre la estampa de los periódicos en 1855. El impuesto sobre el papel se eliminó en 1861. William Gladstone, como Canciller del Exchequer, derogó los impuestos sobre el papel, pero solo después de un comienzo en falso en 1860, cuándo la Cámara de Lores rechazó su proyecto de ley en contra de las convenciones sobre cuestiones financieras. Al año siguiente, Gladstone volvió a la medida consolidada en un Proyecto de Ley de Financiamiento del Presupuesto, siendo el primero de ellos: los Lores optaron por no rechazar el Presupuesto en su totalidad.

## Consecuencias
La derogación de los "impuestos sobre el conocimiento" fue uno de los factores que impulsaron un aumento de las publicaciones en el Reino Unido, durante la segunda mitad del siglo XIX. Brevemente, la prensa británica asumió un papel como medio de comunicación de masas.
El primer periódico que obtuvo un beneficio claro de los cambios fiscales fue The Daily Telegraph. Este fue lanzado en 1855, siendo un penny paper de los muchos que aparecieron. El Saturday Review era una revista semanal , también creada en 1855, y en la que aparecían nuevos autores. También se vieron nuevos diarios provinciales.
The Bookseller en abril de 1861, justo antes de la derogación del impuesto sobre el papel, proporcionó estadísticas sobre los periódicos de Londres: en 1830, había 64, de los cuales tres eran para lectores de la clase trabajadora; en 1860 había 177, ocho para las clases trabajadoras. Estos números se atribuyeron a John Francis. La circulación semanal total (es decir, números, en lugar de lectores) había aumentado de 399,747 a 2,284,600.
Los hábitos de lectura de periódicos cambiaron, hacia la compra y la lectura en casa. Los viejos hábitos— el uso de una habitación de lectura, un club o una sala de redacción con periódicos, el alquiler de un periódico por horas en una taberna—empezaron a decaer.